# Каменка (Баяндаевский район)
Каменка — посёлок в Баяндаевском районе Иркутской области России. Входит в муниципальное образование «Гаханы». 

## География
Находится примерно в 12 км к юго-западу от районного центра.

## Население
| 2002 | 2010 | 2011 | 2012 |
| ---- | ---- | ---- | ---- |
| 12   | ↘4   | →4   | ↘2   |

По данным Всероссийской переписи, в 2010 году в посёлке проживали 4 человека (2 мужчины и 2 женщины).